# كابراكان

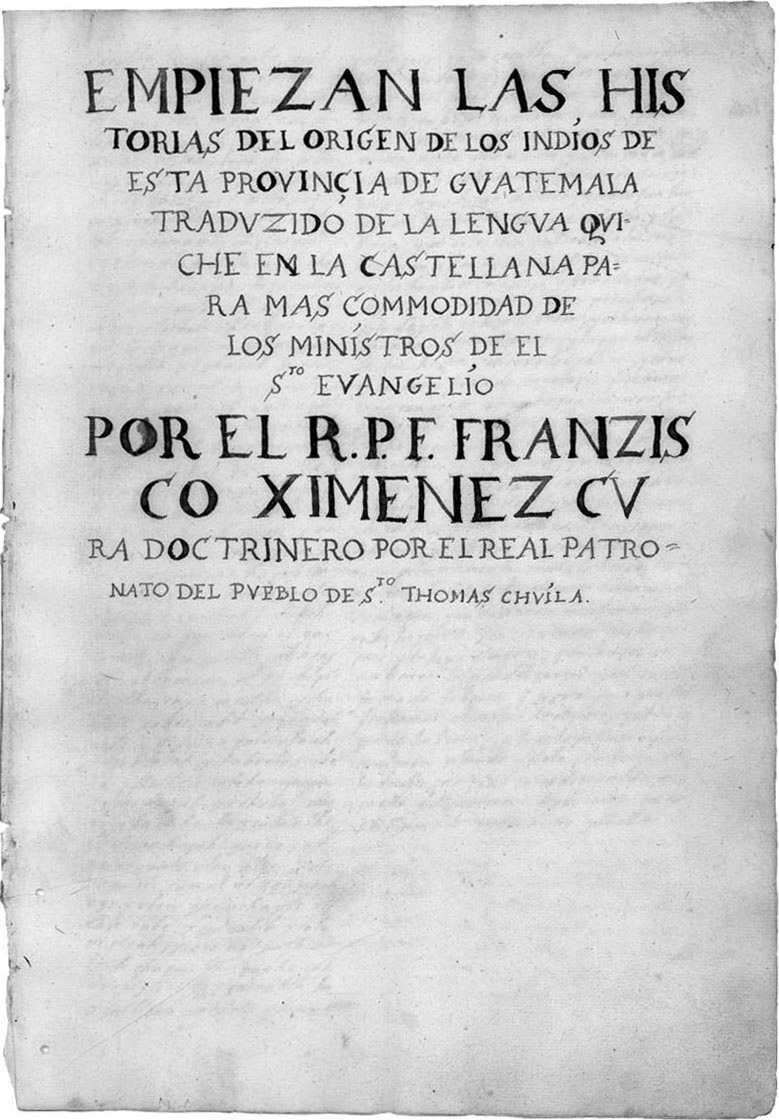
صفحة العنوان لأقدم مخطوطة بوبول فوه المعروفة

کابراکان (بالإنجليزية: Cabrakan)‏ رب الزلازل والجبال عند المايا. وهو ابن العملاق فوکاب کاکیكس [الإنجليزية] من العملاقة شيمالمات. أخوه هو زیباکنا [الإنجليزية].